# Camille Rast
Camille Rast (Vétroz, 9 de julio de 1999) es una deportista suiza que compite en esquí alpino.
Ganó una medalla de oro en el Campeonato Mundial de Esquí Alpino de 2025, en la prueba de eslalon. En la Copa del Mundo consiguió dos victorias y cuatro podios en total.
Participó en los Juegos Olímpicos de Pekín 2022, ocupando el séptimo lugar en la prueba de eslalon.

## Palmarés internacional
| Campeonato Mundial | Campeonato Mundial | Campeonato Mundial | Campeonato Mundial |
| Año                | Lugar              | Medalla            | Prueba             |
| ------------------ | ------------------ | ------------------ | ------------------ |
| 2025               | Saalbach (Austria) | Medalla de oro     | Eslalon            |